# سعاد البوهاتي
سعاد البوهاتي (بالفرنسية: Souad El-Bouhati)‏ هي مخرجة وكاتبة سيناريو مغربية-فرنسية ولدت سنة 1962 في الرباط بالمغرب، عملت اختصاصية اجتماعية قبل التخرج من جامعة السوربون بفرنسا في مجال السينما. أول أفلامها القصيرة كان بعنوان «سلام» عام 2001، ويعتبر فيلم «فرنسية» سنة 2008 أول أعمالها الروائية الطويلة.

## أعمالها
- سلام: فيلم قصير (2001)
- فرنسية: فيلم طويل (2008)